# Il pianeta azzurro
Il pianeta azzurro és una pel·lícula documental italiana escrita i dirigida per Franco Piavoli del 1982. Es va presentar a concurs a la 39a Mostra Internacional de Cinema de Venècia.

## Història
La pel·lícula segueix el cicle de les estacions al camp, des del despertar de la vida després de les gelades hivernals fins a les floracions de la primavera, la calor del treball estiuenc al camp i el crepuscle de la tardor. L'home s'enfronta a la natura en la successió de les estacions i en els moments essencials de la seva existència: infància, amor, menjar, treball, dolor.

## La pel·lícula
La pel·lícula es construeix a través de llargs temps que volen crear una adhesió íntima dels espectadors amb els ritmes de la natura: algunes seqüències duren diversos minuts sense l'ajuda d'efectes i acceleracions.
L'obra es va.
La pel·lícula no té cap comentari musical, excepte una missa de Josquin Desprez al final.

## Agraïments
- 1982 - Exposició Internacional d'Art Cinematogràfic
  - Premi AGIS
- 1982 - Premi CITC UNESCO de les Nacions Unides
- 1982 - Festival de Nyon
  - Premi del públic
- 1983 - Festival de Poitiers
  - Premi Henri Alekan
- 1983 - Nastro d'argento
  - Millor director novell[4]
- 1983 - Premi Saint Vincent
  - Targa Mario Gromo